# Kaminey
Pour plus de détails, voir Fiche technique et Distribution.
Kaminey (hindi : कमीने ; Canailles) est un film indien réalisé par Vishal Bhardwaj avec Shahid Kapoor et Priyanka Chopra dans les rôles principaux. Le réalisateur a coécrit le scénario à partir d'un script qu'il a acheté 4 000 dollars américains à un auteur de Nairobi qui tenait un atelier d'écriture de script en Ouganda. La musique est composée par Vishal Bhardwaj sur des paroles de Gulzar.

## Synopsis
Guddu et Charlie sont des frères qui sont nés et ont grandi à Dharavi, le quartier le plus pauvre au monde situé au cœur de Mumbai. Ce sont de vrais jumeaux âgés d'une vingtaine d'années qui rêvent de quitter cette misère pour une vie digne et plus prospère. Mais les ressemblances s'arrêtent là. Guddu est stagiaire dans une entreprise de la ville et rêve d'en gravir les échelons pour devenir un membre fiable de la bourgeoisie indienne. Son job n'est qu'un début et le chemin vers la réussite est à la fois long et difficile. Guddu est honnête, appliqué et prudent (surtout prudent). Charlie gagne sa vie en pariant sur les courses de chevaux. Il se mêle aux personnes riches et célèbres du milieu hippique. Pour lui c'est une façon de se faire de l'argent rapidement et son rêve est de devenir bookmaker. Charlie est débrouillard, futé et courageux (mais uniquement pour lui-même).
Les frères ne s'apprécient guère. Ils pensent n'avoir rien en commun, même pas leur trouble de l’élocution. Alors que Guddu bégaie quand il est nerveux, Charlie a un cheveu sur la langue. Les frères ont construit leur vie de telle sorte que leurs chemins n'aient jamais à se croiser. Chacun pense que ce n'est qu'une question de temps pour que l'autre disparaisse de sa vie.
Tout cela est sur le point de changer en une journée inhabituelle durant laquelle des choses étranges se produisent et où ils doivent rendre des comptes. En effet, Charlie traverse une mauvaise passe. Il a pratiquement tout parié sur un cheval de course, mais à la dernière minute, le cheval est battu car la course a été truquée en faveur de son adversaire. Il pourchasse le jockey et planifie de se venger quand un rival arrive. Dans la mêlée qui s'ensuit, Charlie et ses amis s'enfuient dans une voiture volée dont ils ignorent qu'elle appartient à deux policiers corrompus, Lobo et Lele, et qu'elle recèle de la drogue destinée à Tashi. Charlie découvre la planque de la cocaïne dans le coffre de la voiture volée et l'enfer se déchaîne sur lui, car la mafia et la police sont à sa recherche. Charlie doit survivre par ses propres moyens.

## Fiche technique et artistique
- Titre : Kaminey
- Titre original en hindi : कमीने
- Réalisateur : Vishal Bhardwaj
- Scénario : Supratik Sen, Abhishek Chaubey, Sabrina Dhawan, Vishal Bhardwaj
- Musique : Vishal Bhardwaj
- Parolier : Gulzar
- Chorégraphie : Raju Sundaram et Ahmed Khan
- Direction artistique : Punita Grover et Somnath Phakre
- Photographie : Tassaduq Hussain
- Montage : Sreekar Prasad et Meghna Manchanda Sen
- Cascades et combats : Sham Kaushal
- Production : Ronnie Screwvala pour UTV Motion Pictures
- Budget : US$ 7,81 millions
- Langue : hindi
- Pays d'origine : Inde
- Date de sortie : 14 août 2009
- Format : Couleurs
- Genre : film d'action, comédie dramatique
- Durée : 130 minutes

## Distribution
- Shahid Kapoor : (VF: Emmanuel Jacomy ; VQ: Daniel Donéux: Charlie Sharma et Guddu Sharma
- Priyanka Chopra : Sweety Shekhar Bhope (VF: Laëtitia Godès ; Catherine Bonneau: Sweety Shekar Bhope
- Amol Gupte : Sunil Shekhar Bhope
- Deb Mukherjee : Mujeeb
- Shiv Subrahmanyam : Lobo
- Chandan Roy Sanyal : Mikhail
- Tenzing Nima : Tashi
- Hrishikesh Joshi : Lele
- Rajatava Dutta : Shumon
- Harish Khanna : Afghani
- Carlos Paca : Cajetan
- Eric Santos : Ragos
- Patrícia Bull : Vivian

## Musique
La musique est composée par Vishal Bhardwaj sur des paroles de Gulzar. Elle reçoit des appréciations positives de la part des critiques.
Dhan Te Nan- Sukhwinder Singh, Vishal Dadlani (4:41)
Fatak - Sukhwinder Singh, Kailash Kher (5:30)
Go Charlie Go - Theme (2:12)
Kaminey - Vishal Bhardwaj (5:58)
Raat Ke Dhai Baje - Suresh Wadkar, Rekha Bhardwaj, Sunidhi Chauhan, Kunal Ganjawala (4:31)
Pehli Baar Mohabbat- Mohit Chauhan (5:20)
Dhan Te Nan (Remix) - Sukhwinder Singh, Vishal Dadlani (4:03)
Raat Ke Dhai Baje (Remix) - Suresh Wadkar, Rekha Bhardwaj, Sunidhi Chauhan, Kunal Ganjawala (4:54)